# Métaphysique chrétienne et Néoplatonisme

Métaphysique chrétienne et Néoplatonisme (1936) est un texte d'Albert Camus, écrit pour son diplôme d'études supérieures. Jamais publié séparément, ce texte a été inclus dans les deux éditions que la Bibliothèque de la Pléiade a consacrées à Camus.

## Circonstances
Camus a écrit Métaphysique chrétienne et Néoplatonisme pour terminer ses études à l'université d'Alger. Il s'agit d'une étude historique, dans laquelle Camus tente d'élucider les rapports entre le christianisme évangélique, la philosophie grecque des premiers siècles apr. J.-C., et la dogmatique chrétienne établie par saint Augustin. Camus savait lire le latin (les citations provenant de l'œuvre de saint Augustin sont pour la plupart en latin), mais ne connaissait que peu de grec, et les philosophes grecs sont cités dans des traductions françaises. Comme il est requis pour un pareil mémoire, Camus a non seulement eu recours aux « sources », c'est-à-dire, notamment, Plotin et saint Augustin, mais il a également étudié et utilisé des études d'auteurs modernes . Camus avait déjà lu la Bible quelques années auparavant.

## Contenu
Le mémoire consiste d'une brève introduction, quatre chapitres et une conclusion.

### Introduction
Bien que le Christianisme ait dû à un certain moment de son histoire s'exprimer dans des formules métaphysiques grecques, le plan sentimental où se plaçaient les communautés évangéliques est étranger à l'aspect classique de la sensibilité grecque. Des Grecs on peut dire que leur Royaume est de ce monde ; pour eux la vertu est chose qui s'apprend ; leur monde est éternel, cyclique. Par contre les Chrétiens croient à un monde créé ; l'incarnation, le péché et la rédemption sont des concepts étrangers à l'esprit grec. Et le Christianisme ne fera que donner corps à cette idée, si peu grecque pourtant, que le problème pour l'homme n'est pas de perfectionner sa nature, mais d'y échapper. 
À part ces différences Camus voit aussi des aspirations communes, à partir du IIe siècle apr. J.-C., comme un désir de Dieu, l'aspiration vers une renaissance. C'est que les religions à mystère auront alors préparé le terrain pour le Christianisme.

### Chapitre premier: Le Christianisme évangélique
Pour décrire les thèmes du Christianisme évangélique, Camus utilise surtout des textes du Nouveau Testament, et pour peindre l'état d'esprit des premiers Chrétiens, il cite à deux reprises Pascal. Le pessimisme règne ici-bas, le péché étant universel. Seul compte le Royaume de Dieu. En dehors de la conquête de ce Royaume, nulle spéculation n'est souhaitable. Or l'homme ne pouvant rejoindre Dieu, Dieu descend jusqu'à lui (l'incarnation). Camus montre dans les œuvres des « pères apostoliques » ces mêmes thèmes.
Puis il trace la rupture du Christianisme avec le Judaïsme, et constate son obligation de faire entrer les élans incoordonnés d'une foi très profonde dans les moules commodes de la pensée grecque. Il décrit comment le Christianisme est alors présenté comme une continuation de l'œuvre de Platon, et que l'idée se répand que les philosophes grecs auraient eu connaissance des livres de l'Ancien Testament ; supposition sans portée, mais qui eut une fortune énorme ajoute Camus. Il fallait donc que l'intelligence donne son visa au Christianisme, ce que tentaient de faire les systèmes théologiques de Clément d'Alexandrie et d'Origène, de même que les écrits Gnostiques.

### Chapitre deuxième: La Gnose
Le Gnosticisme est une réflexion grecque sur des thèmes chrétiens. De là qu'il ait été désavoué par les uns et par les autres. (...) Sur les quelques aspirations simples et passionnées du Christianisme, ils bâtissent, comme sur autant de piliers, tout un décor de kermesse métaphysique (les intermédiaires entre le monde et Dieu). Pour être sauvé il faut connaître Dieu ; donc chez les Gnostiques l'initiation prend la place de la grâce, le salut s'apprend.
Camus parle de Basilide, Marcion, Valentin, de la Pistis Sophia et autres encore. Il conclut cette revue en constatant que dans le Gnosticisme le Christianisme et l'Hellénisme se sont rencontrés sans pouvoir s'assimiler et ont juxtaposé les thèmes les plus hétéroclites. Pour Camus le Gnosticisme fut un stade dans l'évolution vers la dogmatique chrétienne, ayant été une des combinaisons gréco-chrétiennes qui furent possibles.

### Chapitre troisième: La Raison mystique
Ce chapitre contient un exposé magistral de la pensée de Plotin. Camus traite d'abord de la procession plotinienne, c'est-à-dire la « métaphysique » de Plotin, les trois hypostases, (l'Un, l'Intelligence et l'Âme) qui sont des émanations l'une de l'autre, l'Âme « participant » dans l'Intelligence, l'Intelligence « participant » dans l'Un. L'Un contient potentiellement tout, en ce sens-là « est tout », mais dans un autre sens « n'est pas tout ». 
Ensuite Camus passe à la conversion, la c'est-à-dire le retour de l'âme vers l'Un, culminant dans l'extase ou l'union avec l'Un. Pour atteindre cette union, une longue préparation est nécessaire.
Camus marque nettement  ce en quoi le Néoplatonisme se sépare du Christianisme, ou plus précisément ce qui choquait les philosophes néo-platoniciens dans le christianisme : le salut « arbitraire » pour lequel point n'est besoin de vertu, et aussi ce que Camus appelle l'humanitarisme des Chrétiens : « Voilà des gens qui ne dédaignent pas de donner le nom de frères aux hommes les plus vils ; mais ils ne daignent accorder ce nom au soleil, aux astres du ciel et pas même à l'âme du monde » (Enn. II 9, 18).
Finalement Camus parle de ce que la pensée chrétienne a emprunté au néo-platonisme, notamment sa méthode. C'est selon ce même principe de participation que la pensée chrétienne aborde des problèmes tels que la relation du Fils et du Père dans le Christianisme, le Fils de Dieu étant « de la même substance » que le Père, le Fils qui « était et n'était pas Dieu ». Et pour rendre plus explicite cet emprunt Camus cite une lettre d'Athanase dont la phraséologie est singulièrement plotinienne : La substance du Fils (...) provient de la substance du Père comme l'éclat provient de la lumière (...) Ce n'est pas cependant une chose étrangère, c'est une émanation de la substance du Père, sans que celle-ci subisse aucune division.

### Chapitre quatrième: La deuxième révélation
Pour rendre intelligible la pensée de saint Augustin, Camus insiste surtout sur l'importance qu'a pour lui son expérience personnelle. C'est dans son (...) sentiment aigu de ce qu'il y a de mauvais en l'homme que saint Augustin était atteint par la doctrine du Pélagianisme. Pour saint Augustin la grâce divine, bien qu’inexplicable pour nous, et arbitraire, détermine tout ; le nombre des prédestinés est fixé comme celui des réprouvés. Le seul espoir pour le genre humain est la miséricorde divine.
Saint Augustin a incorporé des éléments de la philosophie néoplatonicienne à son édifice, mais dans un domaine où elle est inoffensive. C'est dire que la physionomie originale du Christianisme n'est pas perdue dans l'opération. Ainsi, lorsque saint Augustin identifie le Verbe avec l'Intelligence de Plotin, plus la notion du verbe chez saint Augustin est plotinienne, plus il se sépare du Néoplatonisme dans la mesure où l'union de ce verbe et de la chair devient plus miraculeuse.

### Conclusion
Selon Camus le Christianisme n'a pas été absorbé par la Grèce, du fait de sa façon déroutante de poser les problèmes, c'est-à-dire que l'incarnation est restée sa vérité profonde, vérité qui s'accordait mal avec la tradition de la philosophie grecque. Au reste, Camus signale qu'il demeure beaucoup de difficultés, les influences multiples que nous avons tues. Mais, sans pouvoir la définir exactement, Camus conclut bien à la substitution d'un « homme chrétien » à un « homme grec ». En ce qui concerne la morale on peut parler d'une hellénisation du Christianisme primitif, mais selon notre travail il faut plutôt parler de la christianisation de l'Hellénisme décadent.

## Commentaire
En plusieurs endroits Camus fait preuve d'une sympathie pour le Christianisme, par exemple : Il est resté pour de longues années le seul espoir commun et le seul bouclier effectif contre le malheur du monde occidental. Mais il laisse de côté tout apport romain dans son étude, ne parlant que des « Grecs » ou du « monde grec », même si la période décrite est celle de l'empire romain. Cela vient sans doute de son peu d'estime pour les Romains, ce peuple d'imitateurs sans imagination. Cela le mène peut-être à attribuer trop d'influence au Christianisme. Ainsi lorsqu'il dit : Ce sont des valeurs fortes et amères que cette nouvelle civilisation met en œuvre. D'où l'exaltation qui accompagne sa naissance et la richesse intérieure qu'elle suscite chez l'homme. Or on trouve cette richesse intérieure déjà chez le philosophe romain Sénèque (4 av. J.-C. - 65 apr. J.-C.), qui n'était pas chrétien mais stoïcien.